# Guillaume Prévost
Pour les articles homonymes, voir Guillaume Prévost (dessinateur de botanique) et Prévost.
Œuvres principales
Les Sept Crimes de Rome
 Série Le Livre du temps
Guillaume Prévost, né le 11 novembre 1964 à Tananarive, est un professeur d'histoire et un écrivain français, auteur de roman policier historique et de littérature d'enfance et de jeunesse.

## Biographie
Ancien élève de l’École normale supérieure de Saint-Cloud (1985 L), il est agrégé d’histoire et enseigne aujourd’hui à Versailles.
Il est l'auteur de la série Le Livre du temps chez Gallimard Jeunesse et de plusieurs romans policiers historiques chez NiL : Les Sept Crimes de Rome, L'Assassin et le Prophète et aussi Le Mystère de la chambre obscure, où Jules Verne mène l'enquête.
En 2010, il entame une nouvelle série mettant en scène le jeune inspecteur François-Claudius Simon au lendemain de la Première Guerre mondiale. Cinq volumes sont parus à ce jour aux éditions NiL : La Valse des gueules cassées, Le Bal de l'Équarrisseur, Le Quadrille des Maudits (prix Messardière, roman de l'été 2012), La Berceuse de Staline, Cantique de l'assassin.

## Œuvre

### Roman
- Merci pour ce roman, éditions François Bourin, 2016  (ISBN 979-1-02-520197-8)

### Romans policiers historiques

#### SérieFrançois-Claudius Simon
- La Valse des gueules cassées, NiL, 2010 ; réédition 10/18, coll. « Grands Détectives » no 4423, 2011
- Le Bal de l'Équarrisseur, NiL, 2011 ; réédition 10/18, coll. « Grands Détectives » no 4533, 2012
- Le Quadrille des Maudits, NiL, 2012 ; réédition 10/18, coll. « Grands Détectives » no 4707, 2013
- La Berceuse de Staline, NiL, 2014 ; réédition 10/18, coll. « Grands Détectives » no 4971, 2015
- Cantique de l'assassin, NiL, 2016 ; réédition 10/18, coll. « Grands Détectives » no 5284, 2018

#### Autres romans policiers historiques
- Les Sept Crimes de Rome, NiL, 2000 ; réédition, Presses-Pocket no 11172, 2002 ; réédition 10/18, coll. « Grands Détectives » no 3947, 2006
- L'Assassin et le Prophète, NiL, 2002 ; réédition, Presses-Pocket no 11745, 2004 ; réédition 10/18, coll. « Grands Détectives » no 4035, 2007
- Le Mystère de la chambre obscure, NiL 2005 ; réédition, Presses-Pocket no 12656, 2006 ; réédition 10/18, coll. « Grands Détectives » no 4098, 2008

### Romans pour la jeunesse

#### SérieLe Livre du temps
- La Pierre sculptée, Gallimard Jeunesse, 2006 ; réédition, Gallimard, coll. « Folio junior » 2008, 2019
- Les Sept Pièces, Gallimard Jeunesse, 2007 ; réédition, Gallimard, coll. « Folio junior » 2009
- Le Cercle d'or, Gallimard Jeunesse, 2008 ; réédition, Gallimard, coll. « Folio junior » 2010

#### Autre roman pour la jeunesse
- Force noire, Gallimard jeunesse, 2014 ; réédition, Gallimard, coll. « Folio junior », 2017 (Grand Prix des jeunes lecteurs 2015 ; prix Alterre ado 2016)

### Bandes dessinées
- Les Sept crimes de Rome, Éditions du Rocher, 2019